# Десять гривен (банкнота)
10 гривен (укр. 10 гривень) — номинал банкнот УНР 1918—1920 годов и банкнот Украины, выпускающихся в обращение с 1996 года.

## Первая украинская денежная банкнота 10 гривен
Первые украинские бумажные деньги были выпущены 24 декабря 1917 года как кредитные билеты стоимостью 100 карбованцев.

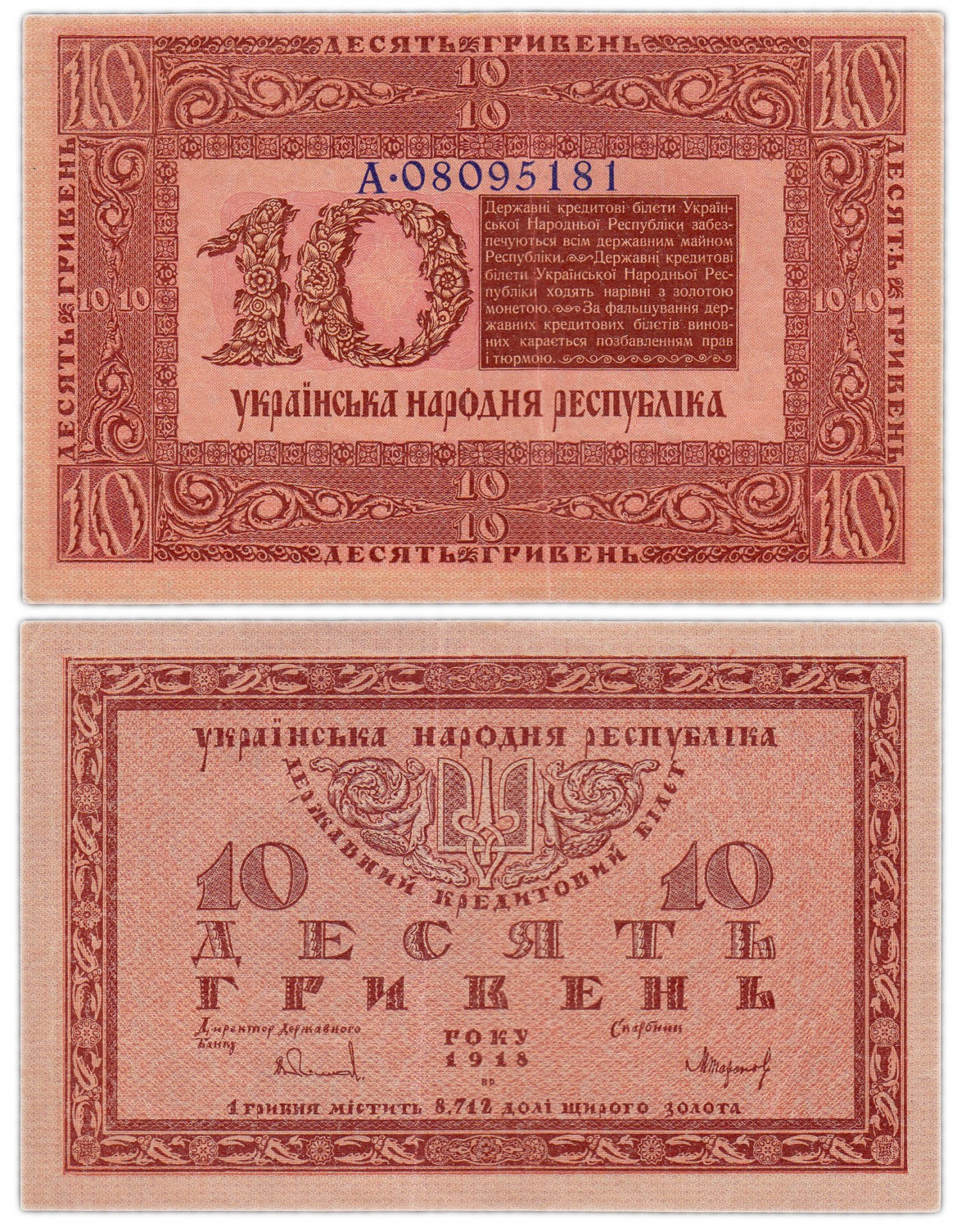

1 марта 1918 Центральная Рада ввела в обращение гривну, тогда же впервые появилась банкнота достоинством 10 гривен.

## Современная гривна

### Банкноты 10 гривен

#### История создания
Со слов автора первых денежных банкнот современной Украины Василия Лопаты, в апреле 1991 года известных художников УССР пригласили для участия в разработке эскизов новой украинской валюты. В состав коллектива по разработке эскизов вошли народный художник Украины О. Данченко, заслуженный деятель искусств Украины В. Перевальский, заслуженные художники Украины В. Юрчишин, С. Якутович и сам В. Лопата.
Работа по созданию денежных банкнот проходила под эгидой комиссии Верховной рады Украины по вопросам экономических реформ и управления народным хозяйством, а также в комиссии по вопросам культуры и духовного возрождению. В этой работе приняли участие народные депутаты Украины Л. Танюк, П. Мовчан, Д. Павличко, В. Яворивский, И. Заец и другие.
Эскизы денежных банкнот рассматривал Президиум Верховного совета под председательством Л. Кравчука, который утвердил эскизы, подготовленные В. Лопатой.
Все эскизы банкнот были комиссией утверждены, за исключением эскиза банкноты в 10 гривен. «Ще рано. Не будемо дражнити гусей», — сказал Л. Кравчук. Банкнота 10 гривен с изображением гетмана Мазепы была утверждена после долгого обсуждения и споров.
13 июня 2001 года группа украинских историков обратилась в Верховную Раду и Национальный банк Украины с просьбой исключить из обращения банкноту 10 гривен образца 1994 года. По мнению учёных, портрет гетмана Мазепы, изображённый на банкноте, не отвечает действительности, и искажение его внешности — это «надругательство над национальными интересами Украины».

#### Изготовление банкнот
Первые банкноты гривны (образца 1992) были изготовлены в Канаде фирмой Canadian Bank Note Company. Для изготовления банкнот была использована комбинированная техника — гравюра на стали и литография. Гравером банкноты был Ив Берил, а конкретно в работе над гравировкой портрета гетмана Мазепы ему оказывал помощь английский гравер Элен Бенкс.

#### Описание
На лицевой стороне изображён портрет гетмана Мазепы, а на обратной стороне панорама Киево-Печерской лавры.
По словам автора банкноты, он нарисовал на оборотной стороне панораму Лавры потому, что Мазепа перестроил Киево-Печерскую лавру, построил на её территории церковь Всех святых и перестроил и обновил соборную церковь Успения Пресвятой Богородицы.
Портрет Мазепы присутствует на банкнотах номиналом 10 гривен всех выпусков (образцов 1992, 1994, варианта 2000, 2004 годов).
В августе 2006 года в обращение была введена банкнота номиналом 10 гривен образца 2004 года (2006 года выпуска) с изменёнными отдельными цветами дизайна (в частности, цвет портрета Ивана Мазепы изменён с вишнёво-коричневого на тёмно-серый) и указанием нового года выпуска — 2006.

### Оборотная монета
14 марта 2018 года Национальный банк Украины заявил о введении в обращение монет номиналом 10 гривен, которые постепенно заменят банкноту соответствующего номинала.
20 апреля 2020 года Национальный банк Украины объявил о введении в обращение монеты номиналом 10 гривен с 3 июня 2020 года. На реверсе монеты изображён портрет гетмана Мазепы. По заявлению банка, гражданам не потребуется специально обменивать банкноты номиналом 10 гривен на монеты — замена будет производиться постепенно в результате естественного износа 10-гривневых банкнот.

## Статистические данные
| Банкноты разных лет выпуска | Банкноты разных лет выпуска | Банкноты разных лет выпуска | Банкноты разных лет выпуска | Банкноты разных лет выпуска | Банкноты разных лет выпуска | Банкноты разных лет выпуска              | Банкноты разных лет выпуска | Банкноты разных лет выпуска | Банкноты разных лет выпуска |
| Изображение                 | Изображение                 | Подписи                     | Размеры (мм)                | Основные цвета              | Описание                    | Описание                                 | Даты                        | Даты                        | Даты                        |
| Лицевая сторона             | Оборотная сторона           | Подписи                     | Размеры (мм)                | Основные цвета              | Лицевая сторона             | Оборотная сторона                        | печати                      | выпуска                     | изъятия                     |
| --------------------------- | --------------------------- | --------------------------- | --------------------------- | --------------------------- | --------------------------- | ---------------------------------------- | --------------------------- | --------------------------- | --------------------------- |
|                             |                             |                             | 140×90                      | красный                     | номинал тризубец            | информация государственного казначейства | 1918                        | 17 октября 1918             | после 1920                  |
|                             |                             | В. Гетьман (1992)           | 135×70                      | фиолетовый                  | Иван Мазепа                 | Киево-Печерская лавра                    | 1992                        | 2 сентября 1996             | 15 июля 2003                |
|                             |                             | В. Ющенко (1992)            | 135×70                      | фиолетовый                  | Иван Мазепа                 | Киево-Печерская лавра                    | 1992                        | 2 сентября 1996             | 15 июля 2003                |
|                             |                             | В. Ющенко (1994)            | 133×66                      | тёмно-сине-красный          | Иван Мазепа                 | Киево-Печерская лавра                    | 1994                        | 1 сентября 1997             | 1 января 2010               |
|                             |                             | В. Стельмах (2000)          | 133×66                      | тёмно-сине-красный          | Иван Мазепа                 | Киево-Печерская лавра                    | 2000                        | 8 ноября 2000               | 1 января 2010               |
|                             |                             | С. Тигипко (2004)           | 124×66                      | красно-малиновый            | Иван Мазепа                 | Киево-Печерская лавра                    | 2004                        | 1 ноября 2004               | 1 января 2023               |
|                             |                             | В. Стельмах (2005)          | 124×66                      | красно-малиновый            | Иван Мазепа                 | Киево-Печерская лавра                    | 2005                        | 1 июля 2005                 | 1 января 2023               |
|                             |                             | В. Стельмах (2006)          | 124×66                      | красно-малиновый            | Иван Мазепа                 | Киево-Печерская лавра                    | 2006                        | 4 августа 2006              | 1 января 2023               |
|                             |                             | С. Арбузов (2011)           | 124×66                      | красно-малиновый            | Иван Мазепа                 | Киево-Печерская лавра                    | 2011                        | 1 июля 2011                 | 1 января 2023               |
|                             |                             | И. Соркин (2013)            | 124×66                      | красно-малиновый            | Иван Мазепа                 | Киево-Печерская лавра                    | 2013                        | 1 сентября 2013             | 1 января 2023               |
|                             |                             | В. Гонтарева (2015)         | 124×66                      | красно-малиновый            | Иван Мазепа                 | Киево-Печерская лавра                    | 2015                        | 11 апреля 2016              | 1 января 2023               |